# Tranvia di Bergen
La tranvia di Bergen (in norvegese Bybanen i Bergen) è una linea di trasporto pubblico urbano che serve la città norvegese di Bergen.